# Parque de La Ereta
El parque de La Ereta es un extenso espacio verde situado en las faldas del monte Benacantil, en Alicante (España), que ofrece vistas panorámicas de la ciudad y el mar Mediterráneo. 

## Ubicación
El parque de La Ereta se encuentra en las faldas del monte Benacantil, junto al castillo de Santa Bárbara, y abarca una extensión de casi siete hectáreas. Desde el parque se pueden observar algunos de los principales hitos de la ciudad, como la catedral de San Nicolás, el puerto de Alicante, y la cara del moro, un icónico perfil rocoso del monte Benacantil. Además, el parque ofrece vistas al mar Mediterráneo, permitiendo una panorámica completa de la costa alicantina y del casco antiguo de la ciudad.

## Creación
El parque de La Ereta fue inaugurado en 2003 como parte de un proyecto de revitalización urbana. Diseñado por los arquitectos Marc Bigarnet y Frédéric Bonnet, el parque fue concebido para integrar un área históricamente degradada en el contexto urbano y natural de la ciudad. Antes de su creación, la zona estaba caracterizada por la erosión y los desprendimientos, lo que hacía que fuera inaccesible y estuviera en desuso. La creación del parque permitió no solo la recuperación del entorno, sino también la conexión de los barrios históricos con el monte Benacantil y el castillo de Santa Bárbara.

## Ruta y recorrido

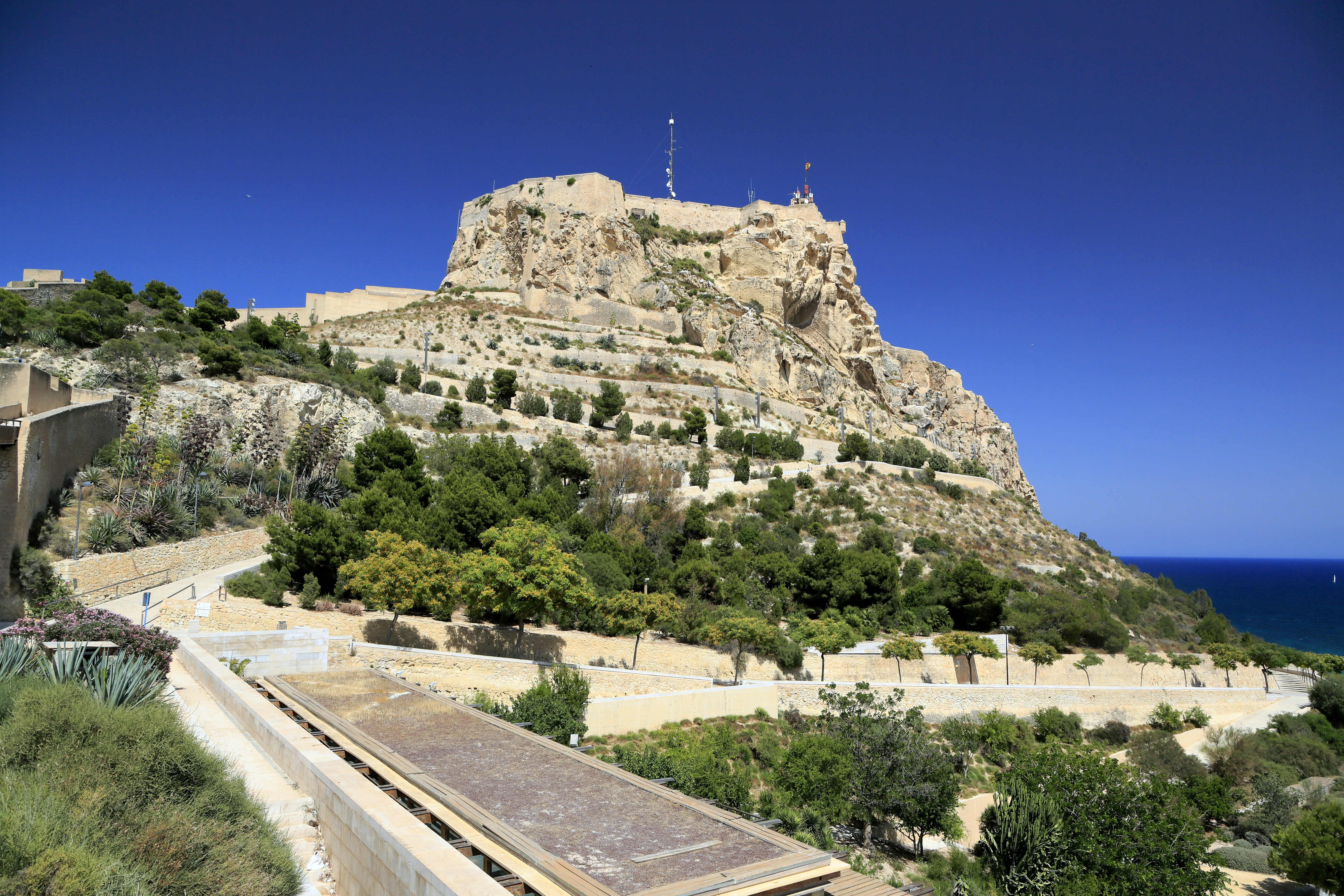
Sendero urbano.

El parque cuenta con un sendero urbano circular de 1,6 kilómetros de longitud, diseñado para recorrerse en aproximadamente una hora, incluyendo las paradas. Este recorrido comienza y termina en la plaza del Puente, un punto central de acceso al parque. A lo largo de la ruta, los visitantes encuentran varios puntos de interés histórico y natural, como la ermita de Santa Cruz, construida en el siglo XVIII, el polvorín y el jardín del Agua. El sendero también permite el acceso a la muralla del castillo de Santa Bárbara y a otros hitos como los pozos de Garrigós, que albergan el Museo de Aguas de Alicante, donde se explica la historia del abastecimiento de agua en Alicante. El recorrido incluye tramos con escaleras y desniveles que alcanzan el 20%.

## Flora y fauna
El parque ha sido diseñado con un enfoque en la preservación y la exposición de la flora autóctona del área mediterránea. Entre las especies vegetales presentes se encuentran naranjos, adelfas, pinos mediterráneos, romero, retama amarilla y tamarindo, además de varias gramíneas y arbustos que prosperan en el clima seco de Alicante.
La fauna del parque es igualmente diversa, siendo un lugar propicio para el avistamiento de aves. Es común ver gaviotas, cernícalos y otras especies locales, especialmente en zonas más elevadas como el mirador de la Colina Alta, donde las aves aprovechan las corrientes de aire ascendentes para planear.

## Instalaciones y servicios

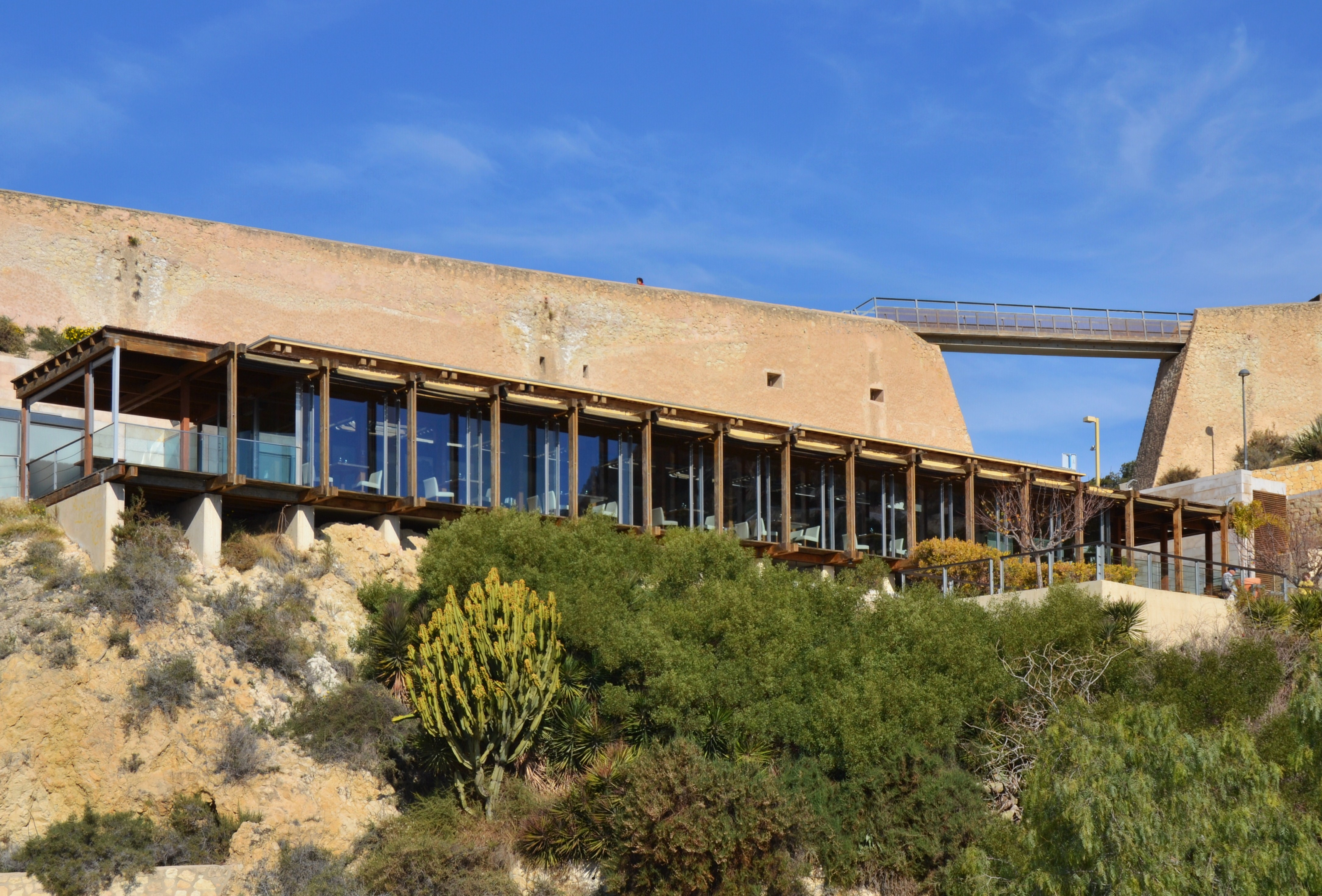
Restaurante situado en el parque.

El parque de La Ereta está bien equipado con infraestructuras que permiten a los visitantes disfrutar de su estancia. El mobiliario urbano es funcional y está en armonía con el entorno natural. El parque cuenta con un restaurante situado en una de las zonas más elevadas, que ofrece vistas panorámicas de la ciudad y el mar. Además, la sala de exposiciones semienterrada, inaugurada en 2005, se utiliza para exhibiciones de arte contemporáneo, y está integrada de manera que se mimetiza con el paisaje. El parque dispone de paneles explicativos a lo largo del recorrido y una audioguía disponible en línea a través del ayuntamiento de Alicante. También se organizan visitas guiadas gratuitas que requieren inscripción previa, donde los guías expertos proporcionan información detallada sobre la historia, la flora, y los elementos arquitectónicos del parque.

## Accesos y horarios
El parque cuenta con varios accesos, lo que facilita su visita desde diferentes puntos de la ciudad. Los accesos principales incluyen la plaza del Puente en el casco histórico, el umbral de Sant Jordi, que conecta directamente con la carretera al Castillo de Santa Bárbara, y el acceso norte desde la avenida Jaime II. Además, hay accesos adaptados para personas con movilidad reducida hasta la plaza de La Ereta.